# Keegan Brown
Keegan Brown (* 5. November 1992 in Durham) ist ein englischer Dartspieler. Sein Spitzname The Needle spielt auf sein geschicktes psychologisches Vorgehen an.

## Karriere
Keegan Brown sorgte das erste Mal für Aufsehen im Jahr 2013. Bei einem Players Championship Turnier schlug er den Rekordweltmeister Phil Taylor mit 6:1.
Im Jahr 2014 nahm er an der U21-Weltmeisterschaft teil. Er erreichte das Finale, das am 22. Mai 2014 im Vorfeld der Premier League Play-offs 2014 stattfand. Sein dortiger Gegner war Rowby-John Rodriguez aus Österreich. Brown entschied die Partie mit 6:4 für sich und wurde PDC Jugend-Weltmeister.
Als Jugend-Weltmeister wurde er zum Grand Slam of Darts 2014 eingeladen. Brown überstand die Gruppenphase und stand im Achtelfinale. Dort gelang ihm ein überraschender 10:7-Sieg gegen Raymond van Barneveld. Erst im Viertelfinale wurde er von Dave Chisnall gestoppt. Die Partie endete 14:16.
Brown qualifizierte sich ebenfalls für die PDC World Darts Championship 2015. Er spielte im Eröffnungsspiel gegen John Part und bezwang diesen mit 3:2. In der 2. Runde traf er auf den zweimaligen Weltmeister Adrian Lewis. Brown hielt die Partie lange spannend, aber verlor am Ende 2:4.
Anfang Mai 2015, gewann Keegan Brown eines der Players Championship Events. Im Finale traf er, wie in der WM, auf Adrian Lewis und bezwang diesen mit 6:3 in Legs.
Ende 2022 verlor Brown seine Tour Card. Er startete bei der Q-School daraufhin in der Final Stage, wo er sich die Tour Card über die Rangliste zurückerspielte. Sein Neustart auf der Tour gestaltete sich schnell erfolgreich durch ein Viertelfinale beim ersten European Tour-Event des Jahres, das Baltic Sea Darts Open, wo er erst gegen Ryan Searle unterlag. Bei den UK Open 2023 verlor Brown sein erstes Spiel gegen Niels Zonneveld. Bei den Players Championships erreichte er daraufhin zwei Achtelfinale, konnte jedoch ab der zweiten Jahreshälfte nicht mehr daran anknüpfen. So schied er bei elf von 16 Turnieren in der ersten Runde aus und brachte es bei den anderen fünf Turnieren auch nur zu je einem Sieg. Seine guten Ergebnisse aus der ersten Jahreshälfte verschafften Brown jedoch die denkbar knappe Qualifikation über die PDC Pro Tour Order of Merit zur PDC World Darts Championship 2024. In der ersten Runde traf er auf Boris Krčmar und verlor nach Führung mit 1:3 in Sätzen.
2024 war ein sehr erfolgloses Jahr für Brown. Er schaffte es bei neun Players Championship-Turnieren in die zweite Runde und qualifizierte sich sonst für kein weiteres Turnier. Bei den UK Open 2024 unterlag Brown im ersten Spiel Joshua Richardson. Somit stand am Ende des Jahres fest, dass Brown seine Tour Card erneut verlieren wird. Für die UK Q-School 2025 war er wieder gemeldet und startete wie vor zwei Jahren in der Final Stage. Dieses Mal lief für Brown jedoch nichts zusammen. Er gewann gerade mal zwei Spiele und blieb ohne Punkt in der Rangliste, sodass Brown erstmals seit 2011 nicht im Besitz eine Tour Card ist.

## Titel

### PDC
- Pro Tour
  - Players Championships
    - Players Championships 2015: 8
    - Players Championships 2022: 23
- Secondary Tour Events
  - PDC Development Tour
    - PDC Youth Tour 2012: 17
    - PDC Youth Tour 2014: 15
- Weitere
  - 2014: PDC World Youth Championship

## Weltmeisterschaftsresultate

### PDC-Junioren
- 2011: 1. Runde (2:4-Niederlage gegen  Michael van Gerwen)
- 2013: 1. Runde (1:6-Niederlage gegen  Reece Robinson)
- 2014: Sieger (6:4-Sieg gegen  Rowby-John Rodriguez)
- 2015: 1. Runde (4:6-Niederlage gegen  Rowby-John Rodriguez)
- 2016: 2. Runde (3:6-Niederlage gegen  Kenny Neyens)

### PDC
- 2015: 2. Runde (2:4-Niederlage gegen  Adrian Lewis)
- 2016: 1. Runde (0:3-Niederlage gegen  Peter Wright)
- 2018: Achtelfinale (0:4-Niederlage gegen  Phil Taylor)
- 2019: 3. Runde (3:4-Niederlage gegen  James Wade)
- 2020: 2. Runde (2:3-Niederlage gegen  Seigo Asada)
- 2021: 2. Runde (1:3-Niederlage gegen  Dave Chisnall)
- 2023:  1. Runde (2:3-Niederlage gegen  Florian Hempel)
- 2024: 1. Runde (1:3-Niederlage gegen  Boris Krčmar)